# Notoxantha sesamiodes
Notoxantha sesamiodes är en fjärilsart som beskrevs av George Francis Hampson 1910. Notoxantha sesamiodes ingår i släktet Notoxantha och familjen tandspinnare. Inga underarter finns listade i Catalogue of Life.